# Raymond Moody
Raymond A. Moody, Jr. (Porterdale, Georgia, 30 de junio de 1944) es médico psiquiatra y licenciado en filosofía. Es también un autor famoso de libros como Vida después de la vida y Regresiones.

## Biografía
Moody nació en Porterdale, Georgia, y actualmente vive en la Alabama rural. Estudió filosofía y se licenció en la Universidad de Virginia donde obtuvo un B.A. (1966), un máster (M.A., 1967) y un doctorado (Ph. D., 1969) en dicha especialidad. También obtuvo un doctorado en psicología en la West Georgia College, donde más tarde sería profesor. En 1976, le concedieron el doctorado (M.D.) en el Medical College de Georgia.
En 1998, Moody fue designado Chair in Consciousness Studies en la Universidad de Nevada, Las Vegas. Tras obtener su doctorado, Moody trabajó como psiquiatra forense en el hospital estatal de máxima seguridad de Georgia.
Moody se ha casado tres veces; en su matrimonio de 2004 con Cheryl adoptaron un hijo, Carter, y una hija, Carol Anne.
El libro más famoso y traducido de Moody, Vida Después de la Vida (Life After Life), anduvo durante un tiempo siendo continuamente rechazado por editoriales antes de constituirse en un éxito; fue llevado al cine con el mismo título y este filme ganó una medalla de bronce en la Categoría de Relaciones Humanas (Human Relations Category) del Festival de Cine de Nueva York (the New York Film Festival). También le concedieron el Premio Mundial Humanitario (World Humanitarian Award).
Su último libro, The Last Laugh, contiene material inédito de Vida Después de la Vida que alguno de sus admiradores confunden con su propio punto de vista del fenómeno de las ECM (Experiencias Cercanas a la Muerte) que tanto le costó publicar. 
Moody fundó el Dr. John Dee Memorial Theater of the Mind, un instituto de investigación de Alabama cuya función es dejar que la gente pueda experimentar estados modificados de conciencia con el propósito de invocar apariciones de los muertos. Uno de los métodos más conocido es el psicomanteum o "mirror gazing", consistente en obtener este estado alterado de conciencia en una habitación cerrada con la ayuda de un espejo y escasa iluminación.
Moody ha investigado también las regresiones a vidas pasadas y piensa, debido a una sesión hipnótica llevada a cabo por la psicóloga Diana Denholm, que él mismo ha tenido nueve vidas pasadas.
De un estudio de 150 personas que habían estado en muerte clínica o que casi murieron, Moody concluyó que hay nueve experiencias comunes en la mayoría de la gente que ha tenido una ECM (Experiencia Cercana a la Muerte). Éstas son:
1. sonidos audibles tales como un zumbido
2. una sensación de paz y sin dolor
3. tener una experiencia extracorporal (sensación de salir fuera del cuerpo)
4. sensación de viajar por un túnel
5. sentimiento de ascensión al cielo
6. ver gente, a menudo parientes ya fallecidos
7. encontrarse con un ser luminoso que pregunta
8. ver una revisión de su vida
9. sensación de aversión con la idea de volver a la vida.

## Obra selecta
- Raymond Moody, Life After Life: the investigation of a phenomenon – survival of bodily death, San Francisco, CA: HarperSanFrancisco, 2001. ISBN 0-06-251739-2.
- Raymond Moody, Reflections on Life After Life, Harrisburg, PA: Stackpole Books, 1977. ISBN 978-0-8117-1423-5.
- Raymond Moody y Paul Perry, The Light Beyond, New York, NY: Bantam Books, 1988. ISBN 0-553-05285-3.
- Raymond Moody y Paul Perry, Life Before Life: Regression into Past Lives, Pan Books, 1991 ISBN 0-330-31725-3.
- Raymond Moody y Paul Perry, Glimpses of Eternity: Sharing a loved one's passage from this life to the next, New York, NY: Guideposts, 2010. ISBN 0-8249-4813-0.
- Raymond Moody y Paul Perry, Paranormal: My Life in Pursuit of the Afterlife, New York, NY: HarperOne, 2013. ISBN 0-062-04643-8.
- Raymond Moody y Paul Perry, Reunions: visionary encounters with departed loved ones, New York, NY: Villard Books, 1993. ISBN 0-679-42570-5.
- Raymond Moody y Dianne Arcangel, Life After Loss: conquering grief and finding hope, San Francisco : HarperSanFrancisco, 2001. ISBN 0-06-251729-5.
- Raymond Moody y Paul Perry, Coming Back: a psychiatrist explores past life journeys, New York, NY: Bantam Books, 1991. ISBN 0-553-07059-2.
- Raymond Moody, Laugh after laugh: the healing power of humor, Jacksonville, FL: Headwaters Press, 1978. ISBN 0-932428-07-X.
- Raymond Moody, The Last Laugh: a new philosophy of near-death experiences, apparitions, and the paranormal, Charlottesville, VA: Hampton Roads Pub., 1999. ISBN 1-57174-106-2.
- Raymond Moody, Elvis After Life: Unusual psychic experiences surrounding the death of a superstar, New York, NY: Mass Market Rústica, Bantam Books, 1 de julio de 1989. ISBN 0-553-27345-0.
- Raymond D. Moody, Making Sense of Nonsense: The Logical Bridge Between Science & Spirituality, Woodbury, Minnesota, Llewellyn 2020 Rústica ISBN 9780738763163
- Raymond Moody, God Is Bigger Than the Bible, we are God's stories, independently published, marzo 2021 ISBN 979-8719383743